# Chlorochroa ligata
Chlorochroa ligata är en insektsart som först beskrevs av Thomas Say 1832.  Chlorochroa ligata ingår i släktet Chlorochroa och familjen bärfisar. Inga underarter finns listade i Catalogue of Life.